# Business International Corporation
Business International Corporation - BIC é uma publicação e uma empresa consultiva dedicada a ajudar companhias americanas a se estabelecerem no exterior. Em 1986, a área internacional  da empresa foi adquirida pelo grupo de The Economist em Londres, e fundido eventualmente com a unidade de inteligência de The Economist. Fundada em 1953 por Eldridge Haynes e seus filho, Elliott Haynes, a  BIC inicialmente centrada sobre companhias americanas e voltada para fora com um boletim de notícias semanal (chamado Negócio Internacional) e um grupo de clientes-chaves incorporados . 
Os escritórios foram estabelecidos no ultramar, incluindo as operações regionais principais baseadas fora de Viena (Europa do leste e a URSS) e a Hong Kong (pacífico-asiático), e os escritórios do único-país (por exemplo, Roma, Tóquio). A BIC transformou-se eventualmente na primeira fonte de informação de negócio global com pesquisa, funções consultivas, conferências e mesas redondas do governo, além da suas publicações. 
Foi sediada na cidade de Nova Iorque , com os escritórios principais em Genebra, Londres, Viena, Hong Kong e Tokyo, e uma rede de correspondentes através do mundo. A companhia foi identificada persistente e erroneamente como uma operação dianteira para a  CIA, mas até hoje não se pode comprovar esta evidência.